# Juletræ
 For alternative betydninger, se Juletræ (værktøj).
Et juletræ er et grantræ, som i juletiden placeres indendørs og pyntes med julestjerne, julehjerter og anden juletræspynt.  
I Danmark bruger de fleste nordmannsgran til juletræer. Rødgran var det almindelige indtil for 20 år siden. Nogle juletræer er af plastik og kan skilles ad og opbevares til året efter. 
I Danmark placeres sædvanligvis en stjerne i toppen af træet. For de kristne er det til minde om betlehemsstjernen. I engelsktalende lande erstattes den ofte af en engel, der symboliserer englene i Betlehem ved Jesu fødsel.

## Historisk oprindelse
Juletræet har sin oprindelse i Tyskland, hvor de første lokale historier om juletræer dukker op i løbet af 1500-tallet fra byer som Bern, Freiburg og Strasbourg. Martin Luther sagdes at have sat tændte lys på et stedsegrønt træ.  . Det allerførste juletræ man har kilder for var et grantræ i Freiburg som en bager hængte slik på.
I år 1521 måtte byrådet sætte vagter ud ved Kinzheimer byskov for at holde borgere væk fra fældning af juletræer (grantræer). I 1605 skrev en ukendt forfatter: "Juleaften rejser man grantræer i Strasbourg i stuerne, og derpå hænger man roser udklippet af mangefarvet papir, æbler, oblater, flitterguld og sukker m.m."
Juletræets oprindelse knyttes til træ-symbolikken i førkristne vinterriter, især historien om Donars egetræ (Donar er et synonym for guden Tor). Skt. Bonifacius (omkring 680–754), tyskernes apostel, har været omtalt som "den største missionær siden Paulus" for sine udstrakte rejser og vellykkede forkyndelse i Tyskland. Han knyttes også til brugen af juletræet som en hyldest til Jesusbarnet. Historien starter i Devonshire, hvor den unge Winfrid trodsede sine forældre og blev munk i benediktinerklostret i Exeter. Som 30-årig blev han ordineret til præst, og i 716 rejste han som missionær til Friesland. Det blev mislykket, men Winfrid havde hørt, at pave Gregor 2. ( 715-731) havde sendt missionærer til Bayern i 716, og besluttede sig for at rejse til Rom og melde sig til tjeneste. Pave Gregor modtog ham velvilligt, og udnævnte ham i maj 719 til missionær for Bayern, Thüringen, Franken og Hessen. I den forbindelse godtog Winfrid at anvende det latinske i stedet for det keltisk-kristne dåbsritual, og at rådspørge Vatikanet ved problemer.  Samtidig blev han omdøbt til Bonifacius. I 721 begav han sig til Hessen, og lykkedes med at omvende de stedlige høvdinge Dettic og Deorulf. Han oprettede også benediktinerklostre; bedst kendt er nok det store kloster i Fulda fra 744. Pave Gregor udnævnte Bonifacius til ærkebiskop over de tyske områder øst for Rhinen. Bonifacius havde hørt rygter om, at indbyggerne i Geismar samledes omkring et stort gammelt egetræ om vinteren. Angiveligt hørte en menneskeofring til, som regel af et lille barn. Nu mente Bonifacius, at den bedste måde at omvende hedningene på, ville være at hugge træet ned. Juleaften ankom han Geismar med sit følge, der frygtede for, hvad det ville ende med, da de nåede frem til ofringen, som blev afbrudt af deres ankomst. Bonifacius erklærede: "Her er Tordenegen; og her skal Kristi kors bryde den falske gud Tors hammer." Derpå greb han en økse og huggede Tordenegen ned. Hedningene var angiveligt lamslåede. Bonifacius talte nu til dem om evangeliet og pegede på et lille fyrretræ: "Det lille træ skal være jeres hellige træ i aften…Det er symbol på evigt liv, for dets nåle er stedsegrønne. Se, hvordan det peger op mod himlen. Lad os kalde det Kristusbarnets træ og samles omkring det, ikke i den vilde skov, men i jeres egne hjem." Angiveligt virkede det så overbevisende på de tilstedeværende, at de lod sig døbe. 
Dertil kommer skikken med middelalderens mysteriespil om paradistræet, opført 24. december, der var Adam og Evas dag.  
I sådanne mysteriespil satte man et træ frem, pyntet med æbler ("den forbudne frugt") og oblater. På samme måde som julekrybben flyttede paradistræet efterhånden ind i hjemmene, hvor æblerne blev erstattet med skinnende, røde kugler, og oblaterne med småkager af forskellig type. Der kom også lys på. Fra Tyskland kendes også skikken med julepyramiden, en skik fra Erzgebirge med en trekantet opsats af træ, med hyller til at stille julefigurer på,  og pyntet med stedsegrønt, lys og en stjerne.  I 1500-tallet smeltede julepyramiden og paradistræet sammen til juletræet, som det ses i dag.
Indtil ca. 1800-tallet var skikken med juletræer et lokalt fænomen hos borgerskabet, som hentede træer ind i stuen til jul. Efterfølgende spredte skikken sig op gennem Tyskland, og i 1796 stødte man første gang på juletræet på Wandsbech Slot i Holsten.
I Danmark blev juletræet udbredt via de dansk-tyske familier. På godset Holsteinborg i Sydsjælland blev det første juletræ tændt i 1808. I København blev juletræet introduceret i år 1811 hos familien Lehmann i Ny Kongensgade, hvor det vakte stor opsigt. Nysgerrige personer satte stiger til vinduerne for at kunne se juletræet. Juletræet blev i almindelighed anset for et tosset påfund.

## Juletræets kristne betydning
Ifølge sognepræsten Bent Kim Jepsen symboliserer juletræet "Livets træ" fra Edens have. Juletræet sættes ind i hjemmet for at fejre, at Livets træ blev født julenat. Jesus Kristus er Livets træ i vores verden. Det evige liv er frugten fra Livets træ i Eden og fra Jesus Kristus i vores verden. Gaverne under træet symboliserer frugten fra Livets træ. I dåb og nadver får vi det evige liv af Jesus Kristus. Med juletræet fejrer vi, at Livets træ er kommet ind i vores verden som et nyfødt spædbarn.

## Gåde
I ABC'en udgivet af Fred. Frølund og Flinch i København i 1842, er der en gåde til ære for juletræet:
Hvad er det for en plante, hvad er det for et træ,
hvorunder himlens fugle ej bygge sig læ?
Hvad er det for en stamme, der ingen rødder har,
og tit dog gyldne frugter på fine grene bar;
som os tilsmiler grønnest, når skoven alt er hvid, 
og glæder med fin flitter småfolk ved aftenstid?